# Rio Malema
O rio Malema, é um rio de Moçambique. A sua nascente é no Monte Merrece, na província da Zambézia, a 1740 m de altitude e a sua foz é na confluência com o rio Lúrio, do qual é um afluente. O seu comprimento é 175 km, a sua maioria na província de Nampula, e o centro populacional mais importante que atravessa é a vila de Malema.